# 대한민국 상법 제467조
대한민국 상법 제467조는 회사의 업무, 재산상태의 검사에 대한 상법 회사법의 조문이다.

## 조문
第467條 (會社의 業務, 財産狀態의 檢査) ① 會社의 業務執行에 關하여 不正行爲 또는 法令이나 定款에 違反한 重大한 事實이 있음을 疑心할 事由가 있는 때에는 發行株式의 總數의 100分의 3 이상에 該當하는 株式을 가진 株主는 會社의 業務와 財産狀態를 調査하게 하기 爲하여 法院에 檢査人의 選任을 請求할 수 있다. <改正 1998.12.28.>
②檢査人은 그 調査의 結果를 法院에 報告하여야 한다.
③法院은 第2項의 報告에 依하여 必要하다고 認定한 때에는 代表理事에게 株主總會의 召集을 命할 수 있다. 第310條第2項의 規定은 이 境遇에 準用한다. <改正 1962.12.12., 1995.12.29.>
④理事와 監事는 지체없이 第3項의 規定에 의한 檢査人의 보고서의 정확여부를 調査하여 이를 株主總會에 보고하여야 한다. <新設 1995.12.29.>

## 같이 보기
- 대한민국 상법 제367조 검사인의 선임